# Rock 'n' Roll Animal
Albums de Lou Reed
Berlin
(1973) Sally Can't Dance
(1974)
Singles
1. Sweet Jane (Live)
Sortie : 1974

Rock' n' Roll Animal est un album en concert de l'auteur-compositeur-interprète américain Lou Reed. Il est sorti en février 1974 sur le label RCA Records et a été produit par Steve Katz et Lou Reed.

## Histoire
Rock' n' Roll Animal reprend le titre d'un disque pirate de Lou Reed enregistré à Amsterdam dont la dénomination lui a beaucoup plu. La version originale de l'album comprend cinq chansons (dont quatre du Velvet Underground) enregistrées pendant son concert du 21 décembre 1973 à la Howard Stein's Academy of Music (en) de New York. D'autres chansons tirées de ce concert sont publiées en 1975 sur l'album Lou Reed Live.
Le groupe qui accompagne Lou Reed se compose des guitaristes Dick Wagner et Steve Hunter, du bassiste Prakash John (en), du batteur Pentti Glan (en) et du claviériste Ray Colcord. À l'exception du dernier, tous ces musiciens rejoignent Alice Cooper à partir de l'album Welcome to My Nightmare (1975). Hunter est l'auteur de l'introduction instrumentale qui précède la chanson Sweet Jane.
L'album se classe à la 45e place du Billboard 200 aux États-Unis et est récompensé par un disque d'or en mai 1978 . Il atteint la 26e place des charts britanniques.

## Fiche technique

### Chansons

#### Album original
Toutes les chansons sont écrites et composées par Lou Reed, sauf mention contraire.
| 1. | Intro/Sweet Jane | Steve Hunter, Lou Reed | 7:57  |
| 2. | Heroin           |                        | 13:16 |

| 3. | White Light/White Heat | 5:11  |
| 4. | Lady Day               | 4:00  |
| 5. | Rock and Roll          | 10:15 |

#### Réédition
La version remasterisée de Rock' n' Roll Animal, sortie en 2000, comprend deux chansons supplémentaires.
| 1. | Intro/Sweet Jane          | Steve Hunter, Lou Reed | 7:48  |
| 2. | Heroin                    |                        | 13:12 |
| 3. | How Do You Think It Feels |                        | 3:41  |
| 4. | Caroline Says I           |                        | 4:06  |
| 5. | White Light/White Heat    |                        | 4:55  |
| 6. | Lady Day                  |                        | 4:05  |
| 7. | Rock and Roll             |                        | 10:21 |

### Musiciens
- Lou Reed : chant
- Steve Hunter, Dick Wagner : guitares
- Prakash John (en) : basse
- Pentti Glan (en) : batterie
- Ray Colcord : claviers

### Équipe technique
- Steve Katz, Lou Reed : producteurs
- Gus Mossler : ingénieur du son
- Bruce Somerfeld, Ralph Moss : assistance à la production
- Acy Lehman : direction artistique
- DeWayne Dalrymple : photographie

### Classements et certifications
| Classement                 | Durée du classement | Meilleure place | Date         |
| -------------------------- | ------------------- | --------------- | ------------ |
| Canada (RPM)               | 12 semaines         | 55e             | 8 juin 1974  |
| États-Unis (Billboard 200) | 28 semaines         | 45e             | 6 avril 1974 |
| Royaume-Uni (OCC)          | 1 semaine           | 26e             | 16 mars 1974 |

| Pays              | Certification | Ventes certifiées | Date         |
| ----------------- | ------------- | ----------------- | ------------ |
| États-Unis (RIAA) | Or            | 500 000           | 1er mai 1978 |
| France (SNEP)     | Or            | 100 000           | 1981         |